# Windorf
Windorf är en köping (Markt) i Landkreis Passau i Regierungsbezirk Niederbayern i förbundslandet Bayern i Tyskland  med cirka 5 100 invånare.